# HL-20
HL-20 PLS
HL-20の実物大模型
- 用途：乗員帰還機(CRV)
- 製造者：
- 運用者：NASA
- 生産数：0機
- 運用状況：開発キャンセル

HL-20 パーソネル・ローンチ・システム（英語: HL-20 Personnel Launch System）はかつて検討された再使用型宇宙往還機。

## 概要

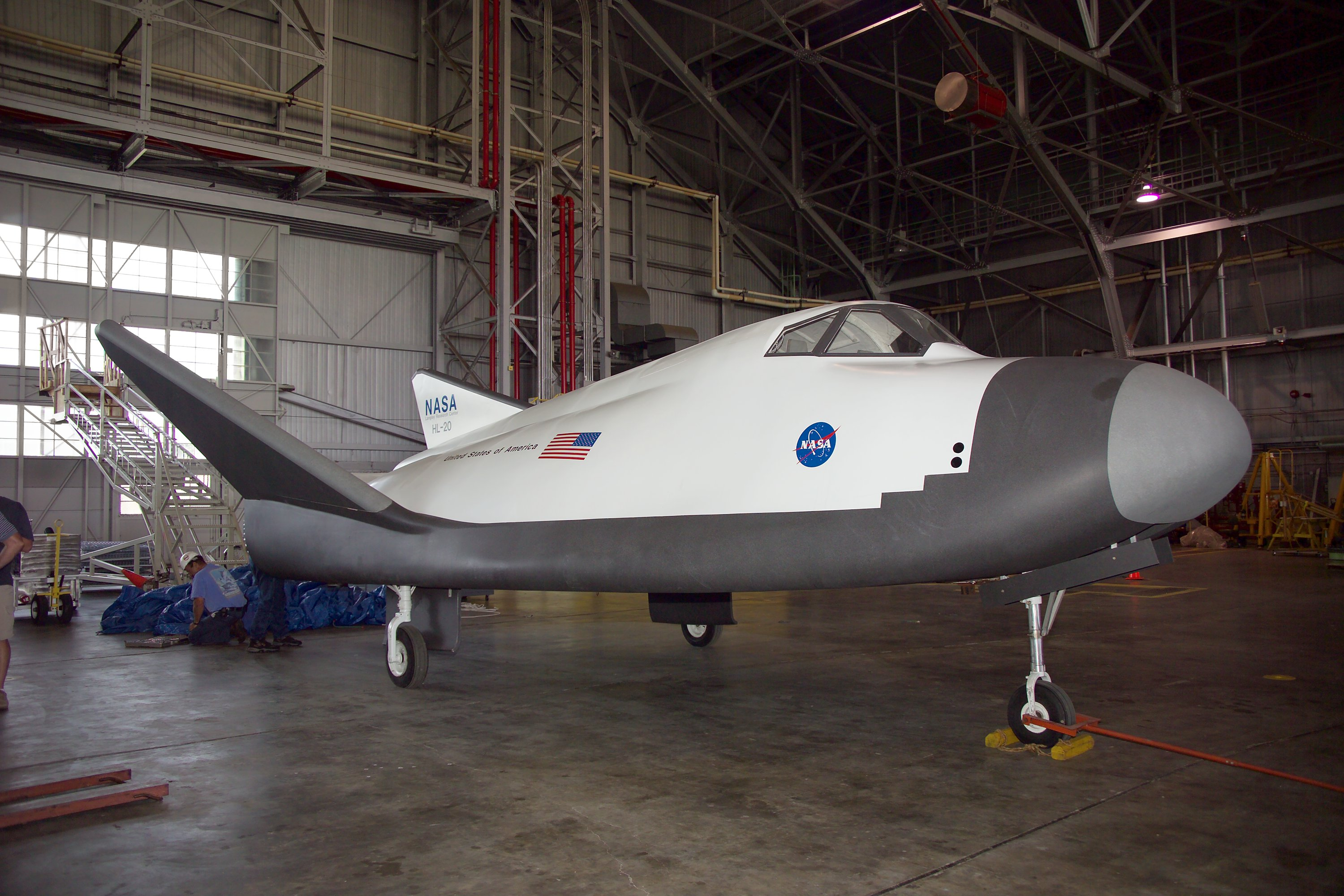
HL-20の実物大模型

従来の人と貨物を同時に輸送するスペースシャトルでは打ち上げ費用が高額なため、スペースシャトルを補完するものとして人のみを輸送する目的の宇宙船として Personnel Launch Systemが検討された。それに先立ち宇宙ステーションに常時接続して緊急時に帰還に使用するCERV (Crew Emergency Return Vehicle)が1988年にNASAのラングレー研究所で検討された。1990年にノースカロライナ州立大学とノースカロライナA&T大学の学生と教員によって実物大模型が製作された。"HL"は水平着陸を意味しており、"20"はノースロップHL-10からのリフティングボディ機の系譜を受け継ぐことを意味する。再突入時の減速荷重は1.5Gに制限されるため長期滞在後の宇宙飛行士への負担が少ない。乗員は8人から10人が想定された。打ち上げ行程は最初、高度200㎞の低軌道を周回後、宇宙ステーションの周回する高度を410㎞まで上昇してからドッキングして交代の乗員をのせたら帰還するという72時間までの総行程が想定されていた。開発は中止されたものの、現在、開発が進められるドリームチェイサーはコンセプトを踏襲している。

## 経緯
ソビエトは1980年代初頭にBOR-4という小型の宇宙往還機の再突入実験を実施していた。オーストラリアのP-3哨戒機が海上で機体を回収する様子を撮影してリフティングボディを備えた往還機の存在が判明した。これにより、リフティングボディの機体の有用性が明らかになり、NASAのラングレー研究所で小規模な風洞実験が実施された。その結果、マッハ20の再突入から亜音速飛行時におけるリフティングボディの有用性が判明した。ソビエトの設計では2040㎞の滑空飛行が可能で加熱も穏やかであることが判明した。1986年のチャレンジャー号の事故後、当時計画されていた国際宇宙ステーションから緊急時に乗員を安全に帰還させるための宇宙船への関心が高まった。緊急時に備えて帰還用の機体は常時、宇宙ステーションにドッキングさせておかなければならないため、既存のスペースシャトルはこの目的には合致しなかった。1986年にラングレー研究所はBOR-4のリフティングボディの形状をcrew emergency rescue vehicle (CERV)に取り入れる研究を開始した。8人までの乗員を想定していた。これがHL-20だった。
乗員のみを輸送するPersonnel Launch Systemとしては2つの案があった。一つはジョンソン宇宙センターの提案した円錐状の機体でパラフォイルで降下する仕様でもう一つがラングレー研究所の提案したリフティングボディで水平に着陸する仕様だった。
打ち上げに使用するロケットは当初、無人の試験機の打ち上げにはタイタンIIIが想定されていたが、有人仕様ではないので有人での打ち上げには改良が必要だった。設計においてはスペースシャトルよりも安全で信頼性が高く廉価であることに重点が置かれた。貨物の輸送を廃する事で大幅に小型、軽量化する事が可能になり、再突入時の加速度が減り、翼面荷重が低くなり滑空比が向上したことにより着陸地点の選択肢が増え、緊急時には世界中の空港への着陸も可能になった。整備性を向上するために全ての油圧機器は電気式に置き換えられた。整備性が向上したことにより整備に要する労働力はスペースシャトルオービターの10%未満とされる。1989年10月にロックウェルインターナショナルの宇宙システム部門はラングレー研究所の監督下でHL-20の概念を原型として研究に着手した。1991年10月にロッキード・アドバンスト・デベロップメント・カンパニーは試作機の開発の前段階の調査に着手した。その後、冷戦が終結してロシアが国際宇宙ステーションの計画に参加するようになり、緊急時の乗員帰還用としてソユーズ宇宙船を使用する事が決まりHL-20の計画は中止された。しかし、NASAは将来のソユーズの入手性に懸念を抱き、1997年にX-38の開発を開始したがそれはジョンソン宇宙センターの提案に基づく仕様でパラシュートを併用して着陸する仕様だった。

## PLSのコンセプト

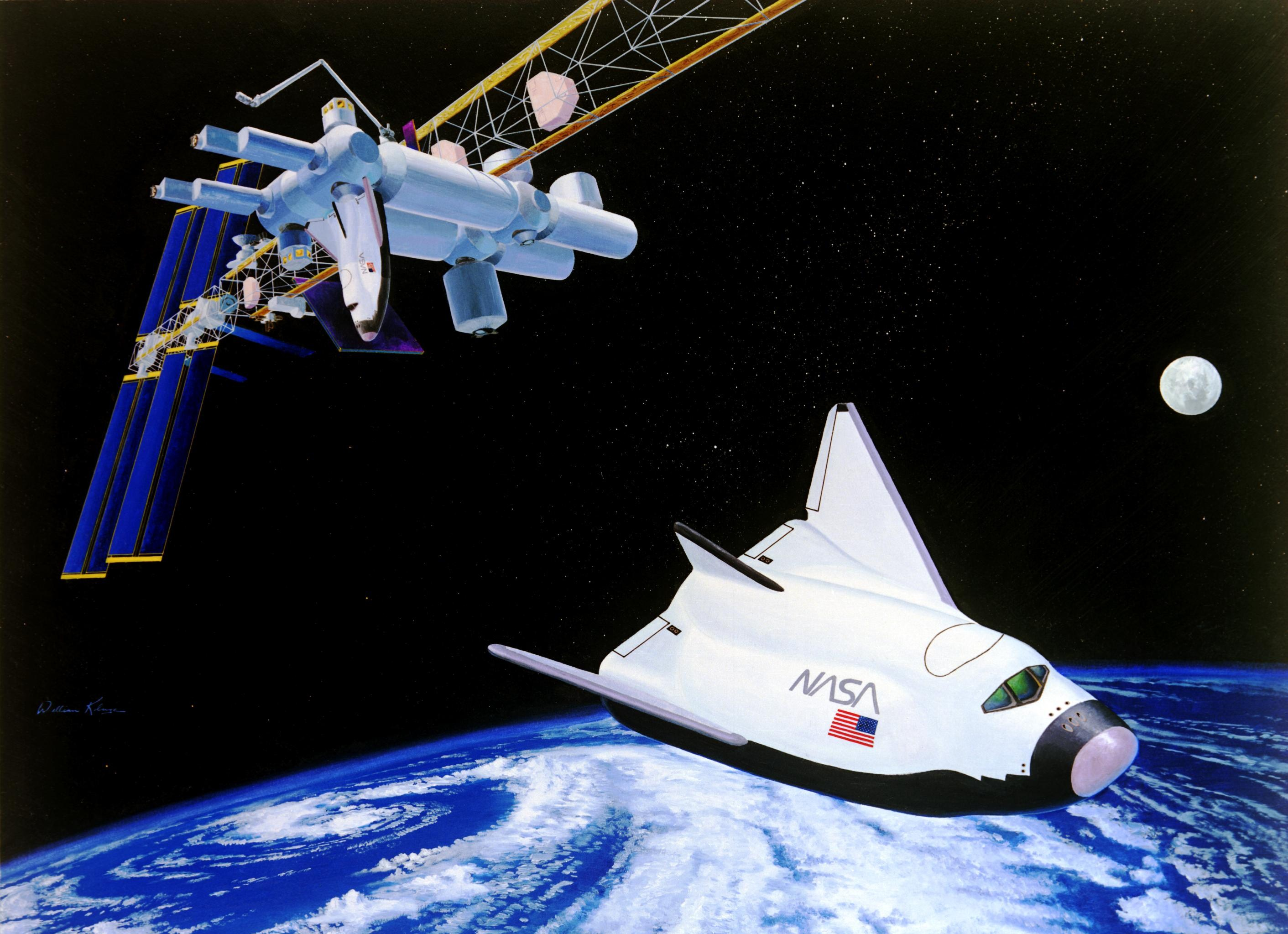
飛行の想像図

PLSの使命は、人と少量の貨物を低軌道、つまり小さな宇宙タクシーシステムとの間で輸送することであった。PLSコンセプトのスペースプレーンは、開発が承認されたことはないが、スペースシャトルを補完するものとして設計されており、次の3つの主な理由から米国の有人発射能力への追加と見なされていた。
- 乗組員による宇宙への確実なアクセス。フリーダム宇宙ステーションの時代とその後の宇宙探査イニシアチブの任務では、スペースシャトルが利用できない場合に備えて、アメリカ合衆国には低軌道に人々と貴重な小さな貨物を手に入れる交互の手段を用意することが不可欠である。
- 乗組員の安全性の向上。スペースシャトルとは異なり、PLSには主推進エンジンや大きなペイロードベイが存在しない。PLSは、人員の輸送任務から大きなペイロード運搬要件を取り除くことにより、小型でコンパクトなビークルである。その場合、打ち上げの重要な段階で乗組員を安全に帰還させ、軌道から戻るための中止能力を設計することがより実現可能になる。
- 低コスト。PLSは、利用可能な技術で設計されたビークルとして、開発コストが低いと予測されている。サブシステムの簡素化とPLSの地上および飛行操作への航空機のアプローチも、PLSの操作コストを大幅に削減できる。

PLSで検討された2つの設計は、空力特性とミッション能力が異なる。
- ジョンソン宇宙センターのアプローチでは、鈍い円錐形（さまざまなムーンミッションリターンビークルに類似）を使用し、静止するためのパラシュートシステムを組み込んでいた。
- ラングレー研究所は、軌道からの復帰時に従来の滑走路に着陸させることができるリフティングボディを提案した[2]。

## リフティングボディの開発

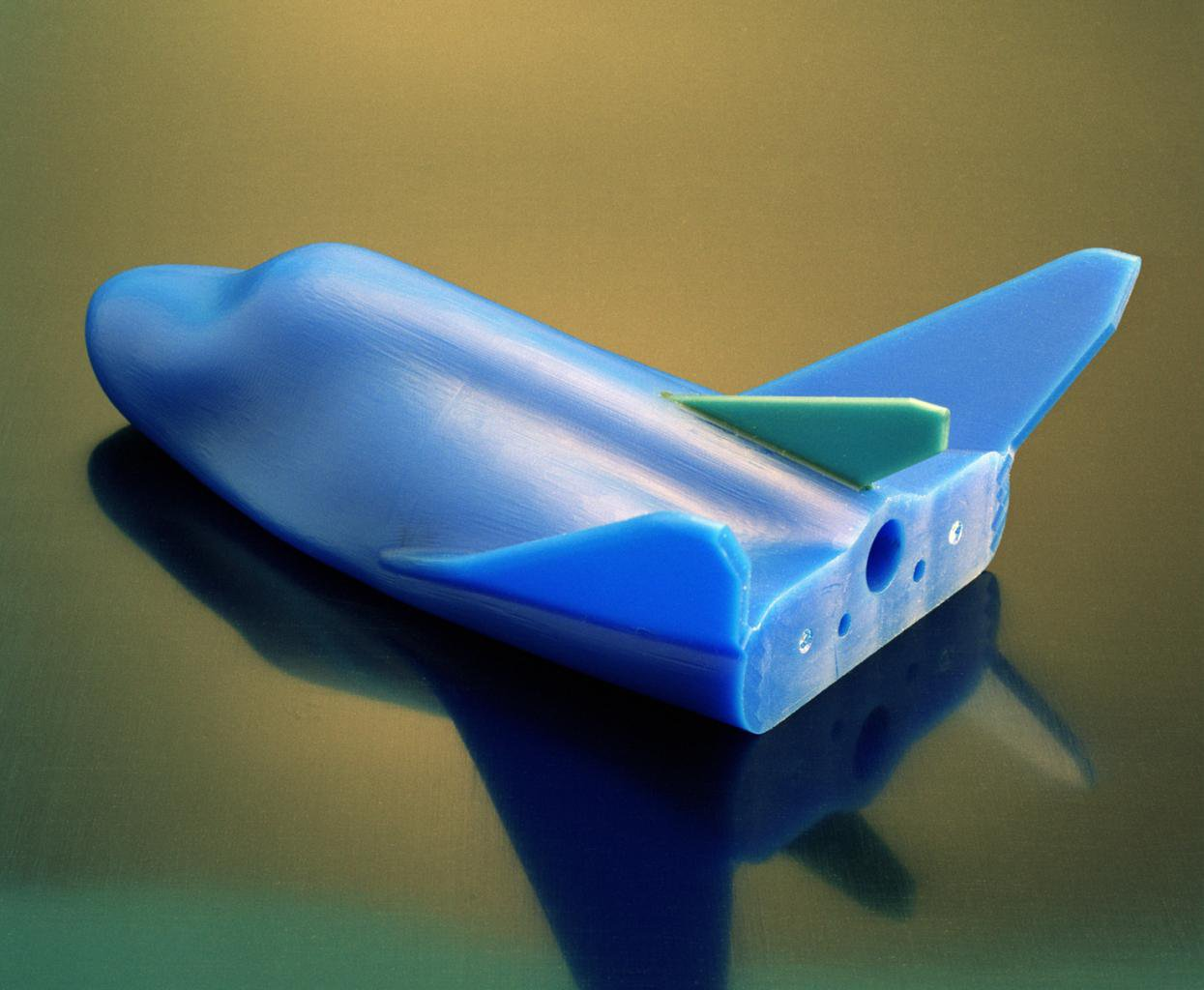
ワックスモデル

スペースシャトルの設計に先立って影響を与えた、M2-F2、M2-F3、HL-10、X-24 AおよびX-24Bを含むいくつかのリフティングボディクラフトは、1966年から1975年までテストパイロットによって飛行した。M2-F2とHL-10は、サターンIBでの打ち上げ後、12人を宇宙ステーションに運ぶために1960年代に提案され、HL-20 PLSのコンセプトは、これらの初期の形状から発展し、ロシアのMiG-105、特にBOR-4の影響をさらに受けている。「HL」の指定は水平着陸船を表し、「20」はノースロップHL-10を含むリフティングボディの概念へのラングレーの長期的な関与を反映している。
リフティングボディの宇宙船には、他の形状に比べていくつかの利点がある。軌道から戻る際の大気中の飛行中の揚力特性が高いため、宇宙船はより多くの陸地に到達でき、特定の場所への着陸の機会が増える。突入時の原則荷重は約1.5Gに制限され、病気、負傷、または体調不良の宇宙ステーション乗組員を地球に戻すときに重要である。車輪付きの滑走路着陸が可能であり、ケネディ宇宙センターの打ち上げ場所を含む世界中の多くの場所で容易で正確な帰還が可能になる。

## 仕様
- 全長: 約9 m
- 翼幅: 7.2 m
- 重量: 10,884 kg